# São Pedro (Capo Verde)
São Pedro è un villaggio di pescatori dell'isola di São Vicente, Capo Verde, appartenente al comune omonimo e alla freguesia di Nossa Senhora da Luz. Si trova a 7 km a sud-ovest della città di Mindelo, capoluogo dell'isola. A nord-est del villaggio si trova l'aeroporto Internazionale Cesária Évora che serve l'isola.
Fu menzionato come piccolo porto con il nome "P. St. Pedro" nella mappa del 1747 di Jacques-Nicolas Bellin. Il faro di Dona Amélia si trova sulla Ponta Machado, 3 km a ovest del villaggio.